# Padrão de Montes Claros
O Padrão de Montes Claros, ou Terreiro e Padrão da Batalha de Montes Claros, localiza-se na freguesia de Rio de Moinhos, no município de Borba, em Portugal.
Em posição destacada na estrada que liga Estremoz a Alandroal, o monumento foi erguido para homenagear os combatentes na Batalha de Montes Claros.
A 17 junho de 1665 deu-se um confronto militar entre as tropas castelhanas comandadas pelo Marquês de Caracena e as tropas portuguesas comandadas pelo Marquês de Marialva, D. António Luis de Menezes; o desfecho da batalha, a favor das forças portuguesas, ditou o fim da Guerra da Restauração.
O Padrão de Montes Claros encontra-se classificado como Monumento Nacional desde 1910.

## História
Esta coluna em mármore foi mandada edificar pelo Príncipe Regente D. Pedro que governava em vez de seu irmão, D. Afonso. Este símbolo assinala o local onde decorreu a Batalha de Montes Claros, no dia 17 de Junho de 1665, uma das mais importantes batalhas da História de Portugal.
Neste local, onde passava a estratégica estrada que ligava Vila Viçosa a Estremoz, que o Marquês de Caracena (espanhol) tentou impedir que as tropas portuguesas acudissem Vila Viçosa, onde os espanhóis pretendiam destruir o Palácio dos Duques de Bragança, símbolo da nova dinastia (Dinastia de Bragança). As tropas portuguesas, comandadas pelo Marquês de Marialva e pelo Conde das Galveias conseguiram derrotar o mais poderoso exército da Europa, mostrando ao mundo que uma reconquista de Portugal por Espanha seria uma tarefa dispendiosa, demorada e mesmo impossível. Assim, graças a esta batalha, a Paz com Espanha foi assinada em 1668, iniciando uma nova era de prosperidade, otimismo e riqueza para Portugal.
Em 2021, deixou de ser tutelado pelo Governo passando para a responsabilidade da Câmara.